# WWF No Mercy (videojuego)
WWF No Mercy es un videojuego de lucha libre profesional publicado en 2000 en la consola Nintendo 64, desarrollado por Asmik Ace Entertainment y AKI Corporation y publicado por THQ. Está basado en la World Wrestling Federation (WWF, actual WWE) y lleva el nombre del evento anual del mismo nombre. No Mercy es el sucesor de WWF WWF WrestleMania 2000 de 1999. No Mercy fue bien recibido por los jugadores y críticos por igual.

## Jugabilidad
Algunas de las características incluidas en WrestleMania 2000 fueron retirados de No Mercy. En primer lugar, las entradas de los luchadores se vieron truncados al mostrar solo el luchador que aparece en la rampa de la etapa de entrada, de hecho, los jugadores nunca ven a los luchadores entrar en el ring (a pesar de anteriores capturas de pantalla que muestran la entrada completa al ring). Por ejemplo, Triple H se muestra escupiendo agua a la multitud al entrar en el ring. Las opciones de los cinturones se han cambiado también, en lugar de crear un cinturón a partir de cero, los jugadores tienen que completar el modo historia para ganar un título. Si bien esto añade un reto extra para el juego, los aficionados sintieron que habían sido robados de una opción única y querida de WrestleMania 2000 (La opción de crear-un-cinturón volvería en la WWE WrestleMania X8). Sin embargo, los cinturones oficiales de la WWF que reemplazaron a los creados por el usuario todavía se pueden apostar en partidos de exhibición y en eventos pay-per-view, incluso se utiliza como objeto de Ladder Match. Además, no se nota tan lento cuando cuatro luchadores se encuentran en la pantalla a la vez, algo que se presenta en WrestleMania 2000.
Sin embargo, No Mercy cuenta con un modo mucho más amplio de Crear-un-luchador con más movimientos, los atributos del cuerpo más personalizables, opciones de ropa mejor organizados (No Mercy utiliza categorías descriptivas y títulos para cada artículo de ropa, mientras que WrestleMania 2000 simplemente números de artículos), la capacidad de crear luchadoras, que es casi imposible en WrestleMania 2000. Cada luchador en el juego tiene cuatro diferentes trajes de lucha que podrían ser editados de forma independiente, y cada traje puede ser cambiado por completo incluyendo nombre, altura y peso, partes del cuerpo, y la música, técnica que permitió cuatro luchadores diferentes por ranura, aunque, deben compartir movimientos comunes. Varios de los luchadores para desbloquear en el juego utilizan esta característica, como Taka Michinoku que tiene su compañero Funaki en atuendo con dos franjas horarias. Los gráficos también se han mejorado significativamente durante el proceso del juego, y varios tipos de luchas hicieron su debut en el juego de Nintendo 64, incluyendo Luchas de escalera y las luchas de Árbitro especial. El juego también marcó la primera vez en el sistema en un juego de WWF que los jugadores pueden luchar detrás del escenario y en la mesa de comentaristas. Muchas partes del medio ambiente entre bastidores se pueden utilizar, tales como ser capaz de golpear al oponente con un palo de billar y la conducción a través de la mesa de billar en el salón bar.
El modo historia es más extensa, en comparación con el modo carrera de WrestleMania. Cada título de la WWF cuenta con una historia única. Para el Campeonato de la WWF, los jugadores pueden elegir a cualquier luchador de recrear la disputa clásica entre el luchador y Triple H, que dominó la WWF a principios o mediados de 2000. Otros ángulos incluyen la pelea Stone Cold Steve Austin y The Rock y la alianza temporal con Vince McMahon. Después de ganar un título, el jugador puede volver a jugar el modo historia y defender el cinturón recién adquirido en una variedad de nuevas historias. Además, a diferencia de los juegos de lucha libre del futuro, los jugadores pueden luchar y defender cualquier campeonato en el modo Exibition.
La profundidad del modo historia se debe en parte a su ramificación de historias que se desarrollan sobre la base de los resultados de los partidos del jugador. En WrestleMania 2000, si el jugador pierde un partido en el modo carrera, el juego sólo permite que el jugador vuelva a intentar el partido, en lugar de ajustar la historia en consecuencia.La pared de cuadro de No Mercy ofrece ramificación de historias basadas en los resultados de los partidos. El jugador tiene que jugar realmente a través de cada historia varias veces y perder partidos, a fin de lograr una clasificación de la finalización del 100%.
Otra característica notable que se ha añadido al juego es el "SmackDown! Mall". Con el dinero obtenido de ganar partidos en el modo historia y jugar el modo Survivor, los jugadores pueden comprar personajes desbloqueables, prendas de vestir, movimientos de lucha, accesorios, tatuajes, armas y escenarios.
Los lanzamientos de No Mercy sufren un bug que borra el contenido guardado, incluyendo luchadores creados, los modos de campeonato de la historia, y guarda juego. El error se corrigió en producción a finales de la carrera.

## Roster
Superestrellas
| - Albert - Al Snow - Big Boss Man - Bradshaw - British Bulldog - Bubba Ray Dudley - Bull Buchanan - Chris Benoit - Chris Jericho - Christian - Chyna - Crash Holly - D'Lo Brown - Dean Malenko - D-Von Dudley - Edge | - Eddie Guerrero - Essa Rios - Faarooq - Funaki - The Godfather - Grand Master Sexay - Hardcore Holly - Jeff Hardy - Kane - Kurt Angle - Mankind - Mark Henry - Matt Hardy - "Mr. Ass" Billy Gunn - Perry Saturn | - Rikishi - Road Dogg - The Rock - Scotty Too Hotty - Steve Blackman - Steven Richards - "Stone Cold" Steve Austin - Taka Michinoku - Tazz - Test - Triple H - The Undertaker - Val Venis - Viscera - X-Pac |

Mujeres
- Debra
- Ivory
- Jacqueline
- The Kat
- Lita
- Stephanie McMahon
- Terri Runnels
- Tori
- Trish Stratus

Luchadores Desbloqueables
| - André the Giant - Cactus Jack - Earl Hebner - The Fabulous Moolah - Gerald Brisco - Ho - Howard Finkel - Jerry Lawler - Jim Ross - Ken Shamrock | - Linda McMahon - Mae Young - Michael Cole - Mick Foley - Mr. McMahon - Pat Patterson - Paul Bearer - Shane McMahon - Shawn Michaels |